# Krones AG

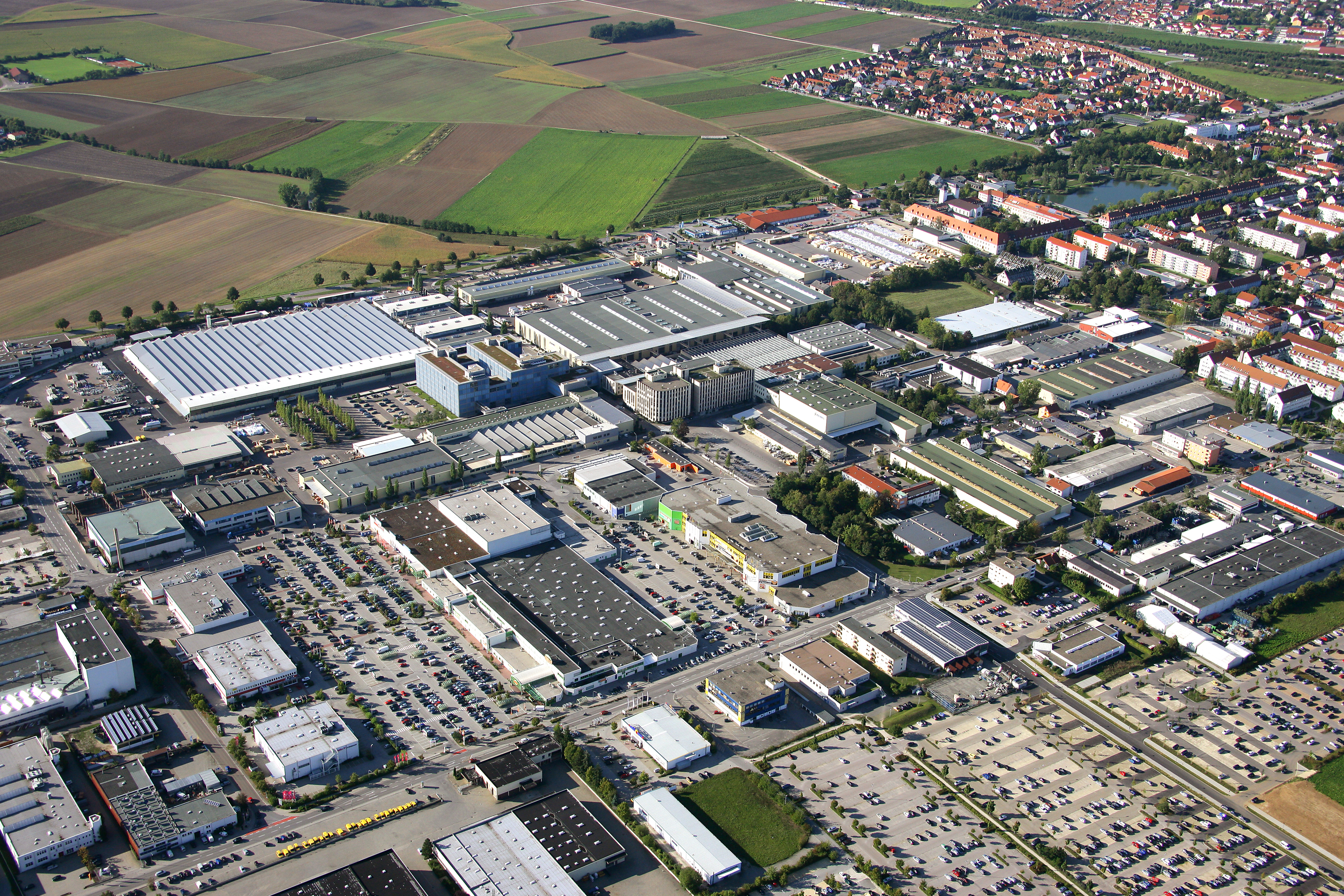
Firmengelände der Krones AG in Neutraubling

Die Krones AG ist ein deutscher im MDAX notierter Hersteller von Anlagen und Maschinen für die Herstellung, Abfüllung und Verpackung von Getränken und flüssigen Nahrungsmitteln in PET- und Glasflaschen sowie Getränkedosen mit Sitz in Neutraubling bei Regensburg in Bayern.
Das Unternehmen deckt mit seinen Produkten den kompletten Produktions-, Abfüll- und Verpackungsprozess sowie den Materialfluss im Herstellungsbetrieb ab und integriert entsprechende IT-Systeme. Weiterhin werden Fabrikplanungsprojekte für die Getränkeindustrie durchgeführt. Krones verfügt mit Metapure über ein Verfahren für das Recycling von PET-Flaschen, so dass diese als recycliertes PET im Lebensmittelbereich verwendet werden können.

## Aktionäre
(Stand: 10. September 2024)
- Familie Kronseder Konsortium GbR – 51,9 %
- Streubesitz – 42,3 %
- Familie Schadeberg (Krombacher Brauerei) – 5,8 %

## Unternehmensdaten
Das Unternehmen beschäftigte Ende 2024 11.312 Mitarbeiter in Deutschland. Neumaschinen und -anlagen werden in Neutraubling, Nittenau, Flensburg, Freising und Rosenheim hergestellt. Der Exportanteil liegt bei knapp 90 Prozent. Krones ist weltweit mit rund 90 Tochterunternehmen und Beteiligungen vertreten. Das Unternehmen verfügt über 7.058 eingetragene Patente und Gebrauchsmuster.

## Geschichte
Unternehmensgründer Hermann Kronseder begann 1951 mit der Herstellung halbautomatischer Etikettiermaschinen nach eigener Konstruktion in Neutraubling. Ab den 1960er Jahren wurde das Maschinenprogramm um Packmaschinen und Füllsysteme erweitert. Im März 1981 wurde das Unternehmen in die Krones Aktiengesellschaft umgewandelt und 1984 erfolgte die Börseneinführung. 1983 wurde die Anton Steinecker Maschinenfabrik (Sudhausbau) erworben, 1988 die Zierk Maschinenbau GmbH (Flaschenreinigungsmaschinen) in Flensburg, 1998 die Max Kettner GmbH (Verpackungsmaschinen) in Rosenheim. 2000 erfolgte die Übernahme der Sander Hansen A/S (Pasteurisierungssysteme), Bröndby, Dänemark. 2003 wurde die italienische Kosme S.R.L, Roverbella (Italien) erworben (Maschinen für den kleinen Leistungsbereich). Weitere Beteiligungsaktivitäten seit 2014 waren die Ausgründung der EvoGuard GmbH sowie der Erwerb von HST Maschinenbau GmbH, Dassow, der Schaefer Förderanlagen- und Maschinenbau GmbH, Unterföhring, und der Gernep GmbH, Barbing. Im Frühjahr 2016 hat Krones 60 % der Anteile der System Logistics S.p.A., Fiorano Modenese, Norditalien, erworben.
Im August 2023 wurde Krones wegen eines Verstoßes gegen den Corporate Governance Kodex aus dem M-Dax ausgeschlossen, in den es erst im Juni aufgenommen worden war. Nach Korrektur des Verstoßes wurde Krones im Dezember 2023 wieder in diesen Index aufgenommen.

### Wichtige technische Entwicklungen seit 1997
- 1997 Beginn der Streckblasmaschinenproduktion zur Herstellung von PET-Flaschen
- 2000 Auslieferung der ersten Anlage zur aseptischen Abfüllung von empfindlichen Erfrischungsgetränken[6]
- 2002 Realisierung der ersten PET-Recycling-Anlage zur Aufbereitung von PET-Flaschen
- 2005 Erweiterung der aseptischen Abfülltechnologie durch das Trockensterilisierungsverfahren mit Wasserstoffperoxidgas; Krones hatte bis dahin die Nasssterilisierung mit Peressigsäure im Programm und bietet hiermit beide Techniken an.
- 2009 Erweiterung des Produktportfolios um Wasseraufbereitungsanlagen
- 2010 Markteinführung des neuen Erhitzungssystems FlexWave für Preforms auf der Basis von Mikrowellentechnik zur Energie einsparenden Herstellung von PET-Flaschen; Entwicklung von ProShape, einem Verfahren zur Herstellung von asymmetrischen und ovalen Kunststoff-Behältern, das im Jahr 2011 mit dem Deutschen Verpackungspreis ausgezeichnet wurde.[7]
- 2011 Einführung von LitePac, einer neuen Verpackungsvariante für Getränke: PET-Flaschen-Formationen werden nur mit einem Umreifungsband und einem Tragegriff versehen, so dass der Verpackungsabfall um 75 % gegenüber der bisherigen Folienverpackung reduziert werden kann.[8]
- 2017 Vorstellung des Dynafill Glasfüllers. Als weltweite Besonderheit erfolgt die Abfüllung in eine komplett vakuumierte Flasche. Dies ermöglicht einen Füllprozess von 0,5 Sekunden und Abfülltemperaturen bis zu 30 °C.[9]
- 2021 Der Leerflascheninspektor  Linatronic AI reduziert den Anteil fälschlich ausgeschleuster Gutflaschen unter Zuhilfenahme maschinellen Lernens.[10]
- 2022 Einführung von LitePac Top, einer Verpackungsvariante für PET-Flaschen und Dosen. Hierbei werden die Behälter von einem gefalteten Stück Karton gehalten. Dies reduziert laut Herstellerangaben Kunststoffabfälle im Vergleich zu den bisher verwendeten Schrumpffolien.[11]

### Tochterunternehmen
Zu dem Unternehmen gehören zum Zeitpunkt 8/2024 24 Tochtergesellschaften (+ Untergesellschaften) aus den Geschäftsbereichen Prozesstechnik, Abfüll- und Verpackungstechnik, Intralogistik, Kunststoff-Recycling, Lifecycle Services, Digital Services.

### Übernahme Netstal Maschinen AG
Im Februar 2024 wurde bekannt, dass Krones die Netstal Maschinen AG zu 100 Prozent von
Krauss-Maffei übernimmt. Der Kaufpreis beträgt ca. 170 Mio. Euro. Netstal erzielt mit ca. 530 Mitarbeitern einen Umsatz von über 200 Mio. Euro.

### Sonstiges
Seit 2016 unterhält die KRONES AG an der TechBase Regensburg mit dem Krones Innovation Lab eine Abteilung zur Entwicklung von neuen Anwendungen in der Getränkeindustrie. Seit 2023 wurde ein weiteres Innovation Hub in Parma, Italien gegründet.

## Geschäftsbereiche

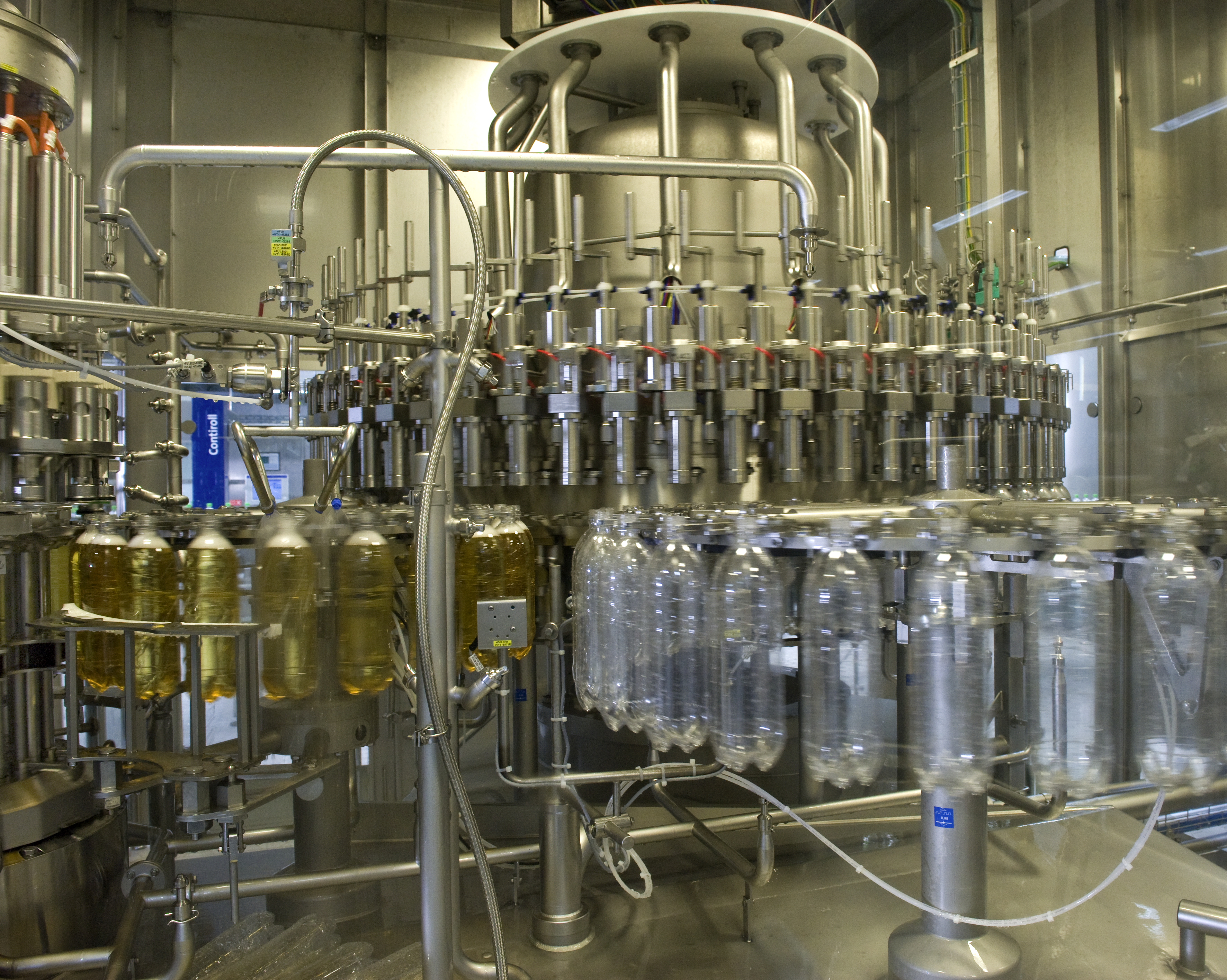
Abfüllanlage für PET-Flaschen

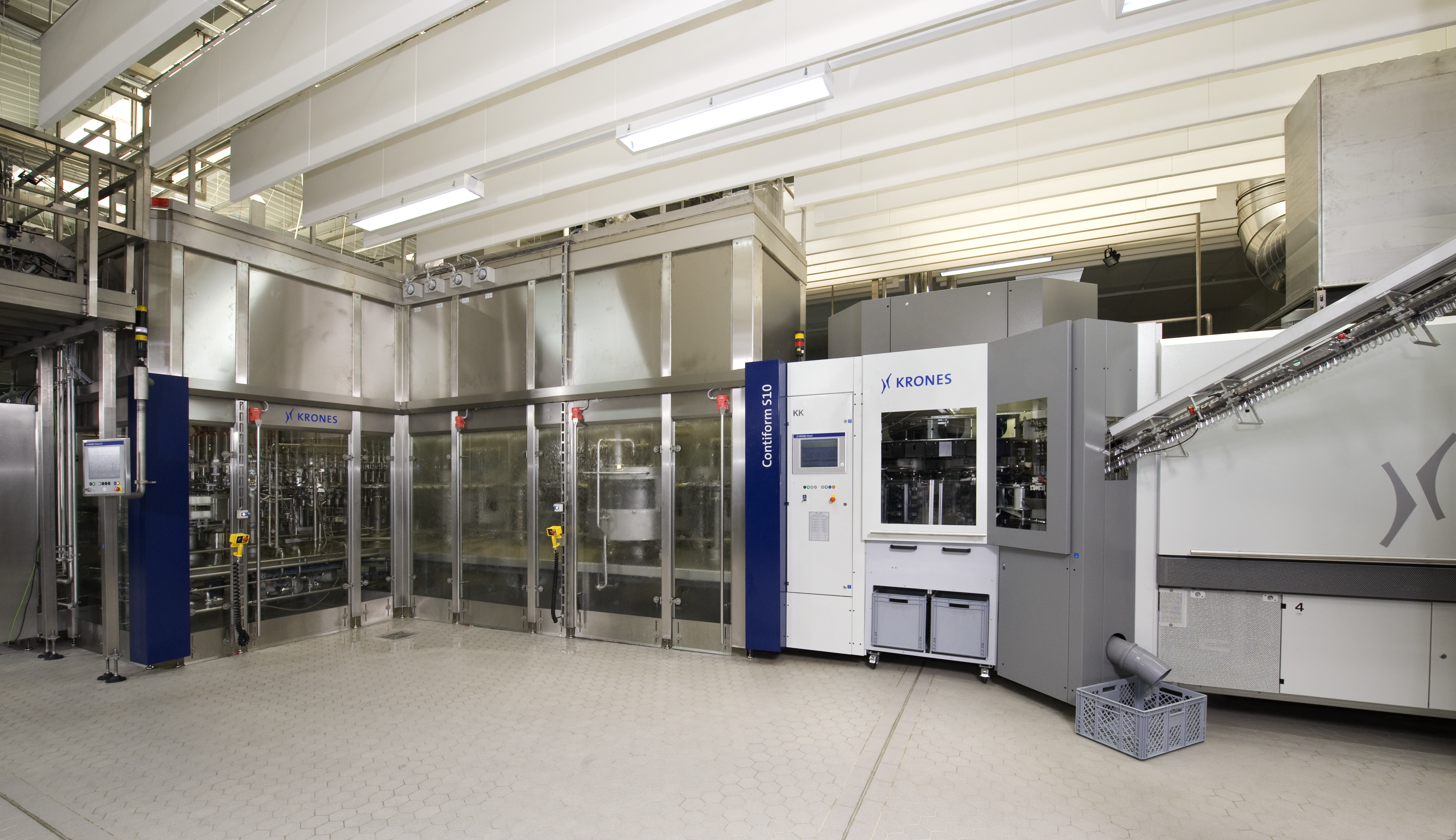
Streckblasmaschine (rechts) und Füllmaschine (links) in geblockter Anordnung ohne zwischengeschaltete Transportbänder

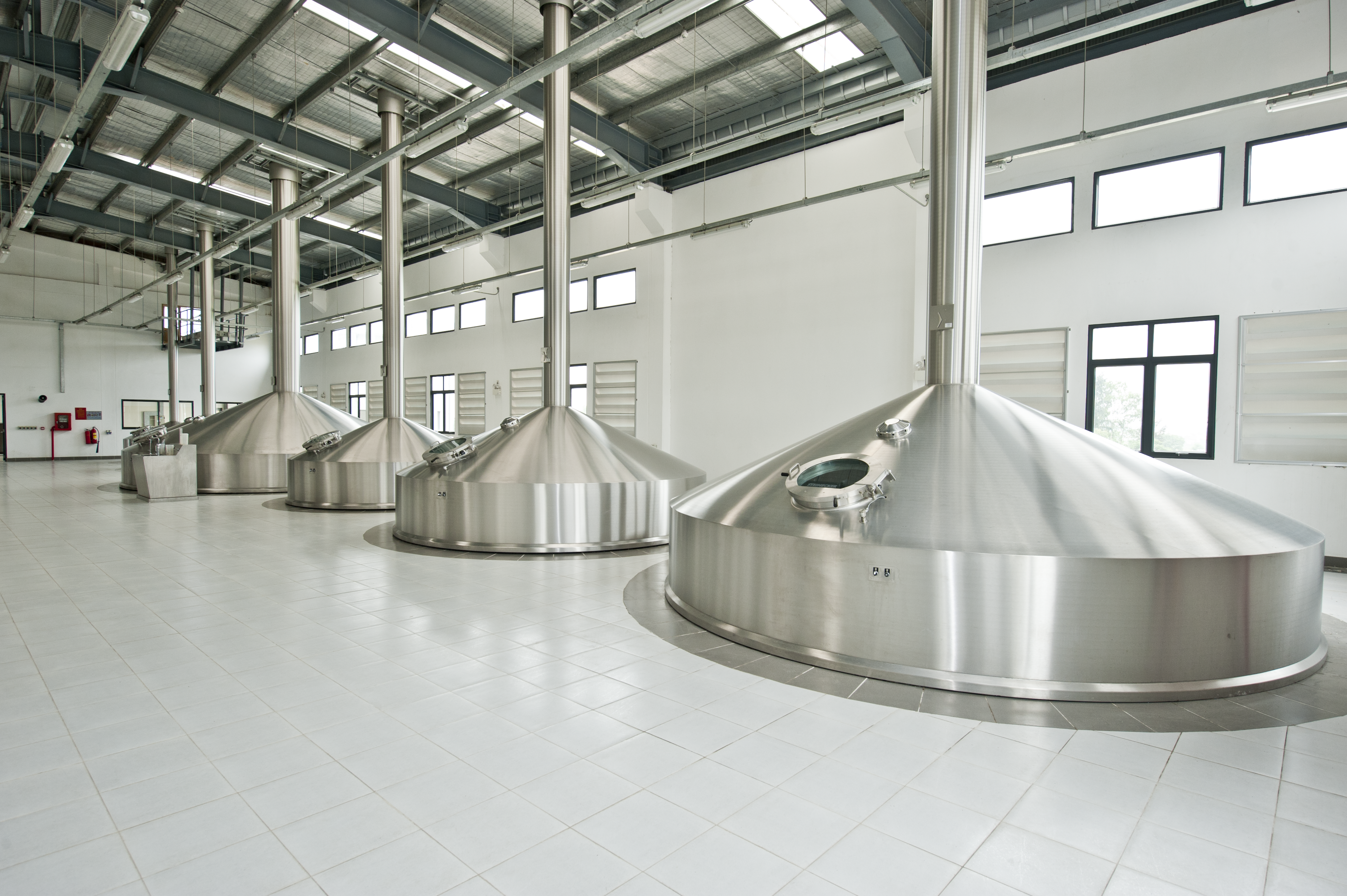
Sudhausanlage

### Kunststofftechnik
Hauptprodukt dieses Bereichs sind Streckblasmaschinen mit einer Leistung von 12.800 bis 100.000 Flaschen/Stunde zur Herstellung von PET-Flaschen bis 3 Liter Volumen. Das PET-Recycling-System basiert auf einem Waschverfahren von PET-Flakes mit stufenweiser Temperierung und Dekontamination.

### Abfüll- und Verpackungstechnik
Schwerpunkt des Unternehmensbereichs sind Rins-, Füll- und Verschließmaschinen im Rundlaufkonzept. Im Gegensatz zu Linearanlagen sind Rundlaufmaschinen für Hochleistungsaufgaben von bis zu 100.000 Flaschen/Stunde oder rund 130.000 Dosen/Stunde geeignet. Dazu kommen aseptische Füllsysteme für Getränke mit hohem pH-Wert >4,5 mit PES- oder H2O2-Desinfektion der Behälter und Verschlüsse. Zur Reinigung der eigenen Bearbeitungs- und Abfüllanlagen bietet Krones entsprechende Cleaning-in-Place-Anlagen an. Flaschenreinigungsmaschinen, Inspektions- und Kontrollsysteme für Flaschen und Gebinde sowie Etikettiermaschinen, Verpackungsmaschinen, Sortier- und Gruppiermaschinen sowie Palettiersysteme ergänzen die Produktpalette.

### Prozesstechnik
Dieser Geschäftsbereich plant und baut komplette Anlagen zur Getränkeherstellung. Ein Schwerpunkt ist hier der Bau von Brauereien, den dazugehörigen Sudhausanlagen, Filtrations- und Hefeanlagen sowie die Gär- und Lagerkellerausrüstung mit den entsprechenden Tankanlagen. Im Werk Freising verfügt das Unternehmen über eine Forschungsbrauerei mit einer 5-HL-Sudanlage. Auch Anlagen zur Wasseraufbereitung und zum Ausmischen und Karbonisieren von Getränken werden hergestellt. Neben diesen Produkten werden Komplettanlagen zur Herstellung von Sirup für Produzenten von Erfrischungsgetränken gebaut. Zur Haltbarmachung von Getränken kommen Kurzzeit- und Ultrahocherhitzungssysteme oder Pasteuranlagen zum Einsatz. Für beide Branchen wird Ventiltechnik aus eigener Herstellung integriert.

### IT-Lösungen und Materialflusstechnik
Die Steuerung der Fertigungsprozesse und die Einbindung der Produktionsdaten in übergreifende gegebenenfalls beim Kunden vorhandene ERP-Systeme (Enterprise-Resource-Planning) sowie weitere IT-Produkte ergänzen das Produktprogramm. Für die Materialversorgung während Produktion und Auslieferung liefert das Unternehmen Logistiksysteme für Roh-, Hilfs- und Betriebsstoffe sowie Fertigprodukte. Dabei kommen entweder Blocklager- oder Hochregallager-Systeme zum Einsatz sowie Kommissionieranlagen und Staplerleit- und Hofmanagement-Systeme. Die dazugehörenden IT-Systeme werden ebenfalls entwickelt und verknüpft.
Die Aktivitäten in der Intralogistik wurden mit der Neugründung der Syskron Holding, Wackersdorf, unter dem Konzerndach im Jahr 2014 gebündelt sowie durch die Beteiligung an der System Logistics, Italien, im Jahr 2016 ergänzt.

### Recycling
Das Recycling-Geschäft ist in der Krones Recycling GmbH gebündelt.

## Namhafte Unternehmensangehörige
- Hermann Kronseder (1924–2010), Unternehmensgründer
- Willy Lersch (1914–2006), Aufsichtsratsvorsitzender von 1985 bis 1995
- Philipp Graf von und zu Lerchenfeld (1952–2017), Aufsichtsrat
- Volker Kronseder, CEO von 1996 bis 2015